# Novembre 1908

## Événements
- 3 novembre : élection de William Howard Taft (R) comme président des États-Unis.

- 14 novembre, Chine : mort de Guangxu. Cixi désigne Puyi pour lui succéder.

- 15 novembre :
  - La Chambre Belge vote l'annexion du Congo fondé par le roi des Belges Léopold II. La Belgique adopte une « charte coloniale » adoptant le principe de « la colonisation rationnelle ».
  - Chine : mort de Cixi.

- 16 novembre, France : fondation de l’organisation royaliste la Ligue des Camelots du roi (Maxime Real del Sarte et Henry des Lyons).

## Naissances
- 1er novembre : Michel Paccard, joueur français de hockey sur glace († 4 juillet 1987).
- 2 novembre : Bunny Berigan, chanteur et trompettiste américain († 1942).
- 3 novembre : Bronislau Nagurski, joueur canadien de football américain († 7 janvier 1990).
- 6 novembre : Françoise Dolto, médecin psychiatre et psychanalyste française, spécialiste de la psychanalyse de l'enfance († 1988).
- 16 novembre : Sœur Emmanuelle, religieuse belge, petite sœur des pauvres († 2008).
- 28 novembre : Claude Lévi-Strauss, anthropologue et philosophe français († 30 octobre 2009).

## Décès
- 1er novembre : Ludwig Carl Christian Koch, médecin et arachnologiste allemand (° 1825).
- 5 novembre : Andrew Graham, astronome irlandais.
- 12 novembre : Albert Libertad, anarcho-communiste français (° 24 novembre 1875).
- 15 novembre : Lorenzo Delleani, peintre italien (° 17 janvier 1840).
- 16 novembre :
  - Cixi, impératrice chinoise de la dynastie Qing.
  - Henri-Gustave Joly de Lotbinière, premier ministre du Québec.
- 27 novembre : Albert Gaudry, géologue et paléontologue français.